# Цифрова карта
Цифровá кáрта  (план, англ. Digital map) - це цифровий файл, або набір файлів, що містять всю необхідну інформацію для викреслювання чи автоматичного відтворення цифрової карти (плану).
Цифрова карта - модель земної поверхні записана цифрами в кодовій формі і за встановленою структурою на магнітній стрічці, або якомусь іншому носієві інформації з урахуванням прийнятих елементів математичної основи карти і вимог картографічної генералізації щодо її картографічного зображення

## Призначення
Цифрова карта є основою інформаційного забезпечення автоматизованих картографічних систем (АКС) і географічних інформаційних систем (ГІС) і може бути результатом їх роботи.
Цифрові карти можуть безпосередньо сприйматися людиною, при візуалізації електронних карт (на відеоекранах) і комп'ютерних карт (на твердій основі), а можуть використовуватися як джерело інформації в машинних розрахунках без візуалізації у вигляді зображення.
Цифрові карти служать основою для виготовлення звичайних паперових та комп'ютерних карт на твердій підкладці.

## Створення
Цифрові карти створюються такими способами або їх комбінацією (фактично способи збору просторової інформації):
- оцифровка (оцифровування) традиційних аналогових картографічних творів (наприклад, паперових карт);
- фотограмметрична обробка даних дистанційного зондування;
- польова зйомка (наприклад, геодезична тахеометрична зйомка або зйомка з використанням приладів систем глобального супутникового позиціонування);
- камеральна обробка даних польових зйомок і інші методи.

## Способи зберігання та передачі
Оскільки моделі, що описують простір (цифрові карти), вельми нетривіальні (на відміну, наприклад, від растрових зображень), то для їх зберігання часто використовують спеціалізовані бази даних (БД), а не одиночні файли заданого формату.
Для обміну цифровими картами між різними інформаційними системами використовують спеціальні обмінні формати. Це можуть бути або популярні формати будь-яких виробників програмного забезпечення (ПО) (наприклад, DXF, MIF, SHP та ін), що стали стандартом «де-факто», або міжнародні стандарти (наприклад, такий стандарт Open Geospatial Consortium (OGC) , як GML).